# Гонсалес, Гало
Гало Гонсалес Диас (исп. Galo González Díaz, 22 февраля 1894, Ногалес — 8 марта 1958, Сантьяго) — чилийский политический деятель, генеральный секретарь Коммунистической партии Чили (1949—1958).

## Биография
Родился в семье бедного крестьянина. Работал чернорабочим на медных рудниках, портовым грузчиком в Вальпараисо. Симпатизировал анархо-синдикализму, читал труды Бакунина и Кропоткина. В 1925 году организовал профсоюз транспортных рабочих и стал его генеральным секретарём. В 1926 году вступил в МОПР. В 1927 году присоединился к Коммунистической партии Чили и организовал отправку тёплой одежды руководителям КПЧ, сосланным диктатором Карлосом Ибаньесом на необитаемый остров архипелага Хуана Фернандеса.
В 1929—1930 гг. был секретарём по оргвопросам обкома партии в Вальпараисо. В 1930 году избран в члены ЦК КПЧ. С 1930 по 1932 год член Национального совета Рабочей федерации Чили. В 1932 году, после падения Социалистической республики Чили и начала репрессий против левых, арестован и сослан на один из островов на Юге Чили. В 1934—1946 гг. — председатель кадровой комиссии ЦК КПЧ, оказывал содействие Иосифу Григулевичу. С 1949 по 1958 год генеральный секретарь ЦК Коммунистической партии Чили.